# Exoprosopa protuberans
Exoprosopa protuberans är en tvåvingeart som beskrevs av Mario Bezzi 1924. Exoprosopa protuberans ingår i släktet Exoprosopa och familjen svävflugor. Inga underarter finns listade i Catalogue of Life.